# Ильсхофен
Ильсхофен (нем. Ilshofen) — город в Германии, районный центр, расположен в земле Баден-Вюртемберг. 
Подчинён административному округу Штутгарт. Входит в состав района Швебиш-Халль.  Население составляет 6220 человек (на 31 декабря 2010 года). Занимает площадь 54,90 км². Официальный код  —  08 1 27 043.
Город подразделяется на 7 городских районов.